# Loránd Eötvös-universiteit
De Loránd Eötvös-universiteit (Hongaars: Eötvös Loránd Tudományegyetem, afgekort ELTE) is met ruim 30.000 studenten (2010) de grootste universiteit van Boedapest.

## Geschiedenis
De huidige universiteit gaat terug op de Universitas Tyrnaviensis, die in 1635 door de aartsbisschop van Esztergom, Péter Pázmány, werd gesticht in zijn toenmalige residentie, het huidige Trnava in Slowakije. Voorloper was het jezuïetencollege, dat Nicolaus Olahus (Miklós Oláh) in 1544 in dezelfde plaats had gesticht. De universiteit werd eveneens bestuurd door de jezuïeten en was een bolwerk van de contrareformatie. Aanvankelijk had de instelling twee faculteiten: theologie en letteren. In 1667 kwam er een rechtenfaculteit bij.
In 1777 werd de universiteit, die inmiddels en met steun van keizerin Maria Theresia tot koninklijke Hongaarse universiteit was omgevormd en uitgebreid met een medische faculteit, overgebracht naar Boeda. In 1784 volgde de oversteek naar Pest. De echte bloei van deze universiteit begon na 1850, toen wetenschappers van naam en faam er studeerden, doceerden en onderzoek verrichtten. Vanaf 1844 werd er niet in het Latijn, maar in het Hongaars gedoceerd.
De Universiteit van Boedapest (Budapesti Tudományegyetem), zoals de instelling na de vereniging van de beide stadsdelen was gaan heten, kreeg in 1921 de naam van de stichter en heette toen voluit Hongaarse Koninklijke Péter Pázmány-Universiteit (Magyar Királyi Pázmány Péter Tudományegyetem). In 1950, ten tijde van het communistische regime, kreeg de universiteit haar huidige naam, naar Loránd Eötvös, een vooraanstaande Hongaarse natuurwetenschapper. In deze periode werden achtereenvolgens de faculteiten theologie (1950) en geneeskunde (1951) van de instelling afgesplitst: dit zijn tegenwoordig respectievelijk de Katholieke Péter Pázmány-Universiteit en de Semmelweis-Universiteit.

## Bibliotheek
De bibliotheek van de ELTE is ouder dan de universiteit zelf: aartsbisschop Nicolaus Olahus stichtte hem in 1561 ten behoeve van het jezuïetencollege.
De bibliotheek is gehuisvest aan het Franciscanerplein (Ferenciek tere), in een door Antal Skalnitzky ontworpen gebouw uit 1876, waarin zich eerder de eerste openbare bibliotheek van Boedapest bevond. De collectie omvat ruim 1,5 miljoen gedrukte boeken en tijdschriften. Tot de bijzondere stukken behoren veertien codices uit de Bibliotheca Corviniana en een 8ste-eeuws handschriftfragment van Beda.

## Faculteiten
De universiteit, grotendeels gevestigd in het Pest-deel van Boedapest, heeft in de 21ste eeuw acht faculteiten:
- Natuurwetenschappen
- Informatica
- Rechtsgeleerdheid en Politieke wetenschappen
- Letteren
- Sociale wetenschappen
- Psychologie
- Pedagogische wetenschappen
- de Bárczi Gusztáv-faculteit voor speciaal onderwijs

Binnen de Letterenfaculteit van ELTE neemt de vakgroep Nederlands een speciale plaats in. Het is de grootste vakgroep Nederlands in Hongarije.
Aarhus ·
Åbo ·
Barcelona ·
Bergen ·
Boedapest ·
Bologna ·
Bristol ·
Cambridge ·
Coimbra ·
Dublin ·
Edinburgh ·
Galway ·
Genève ·
Göttingen ·
Graz ·
Granada ·
Groningen ·
Heidelberg ·
Iași ·
Jena ·
Krakau ·
Leiden ·
Leuven ·
Louvain-la-Neuve ·
Lyon ·
Montpellier ·
Oxford ·
Padua ·
Pavia ·
Poitiers ·
Praag ·
Salamanca ·
Siena ·
Tartu ·
Thessaloniki ·
Turku ·
Uppsala ·
Würzburg
 België - Universiteit Antwerpen ·
 Tsjechië - Masaryk-universiteit ·
 Denemarken - Universiteit van Aarhus ·
 Spanje - Complutense-universiteit van Madrid ·
 Finland - Universiteit van Helsinki ·
 Frankrijk - Université de Lille · Universiteit van Straatsburg ·
 Duitsland - Ruhr-universiteit van Bochum · Universiteit Leipzig ·
 Estland - Universiteit van Tartu ·
 Griekenland - Aristoteles-universiteit van Thessaloniki ·
 Hongarije - Eötvös Loránd Tudományegyetem ·
 IJsland - Háskóli Íslands ·
 Ierland - University College Cork ·
 Italië - Università di Bologna ·
 Letland - Latvijas Universitāte ·
 Litouwen - Universiteit van Vilnius ·
 Malta - Universiteit van Malta ·
 Nederland - Hogeschool voor de Kunsten Utrecht · Universiteit Utrecht ·
 Noorwegen - Universiteit van Bergen ·
 Oostenrijk - Universiteit van Graz ·
 Polen - Jagiellonische Universiteit ·
 Portugal - Universiteit van Coimbra ·
 Roemenië - Alexander Jan Cuza-universiteit van Iași ·
 Slowakije - Comeniusuniversiteit Bratislava ·
 Slovenië - Universiteit van Ljubljana ·
 Turkije - Boğaziçi Universiteit ·
 Verenigd Koninkrijk - Queens University Belfast · Universiteit van Hull ·
 Zwitserland - Universität Basel
Albanië: Universiteit van Tirana, Technische Hogeschool van Tirana · 
België: Vrije Universiteit Brussel, Université libre de Bruxelles · 
Bulgarije: Sofia Universiteit St. Kliment Ohridski · 
Cyprus: Universiteit van Cyprus · 
Duitsland: Vrije Universiteit Berlijn, Humboldtuniversiteit · 
Denemarken: Universiteit van Kopenhagen · 
Estland: Technische Universiteit Tallinn, Universiteit van Tallinn · 
Finland: Universiteit van Helsinki · 
Frankrijk: Sorbonne Université, Université Sorbonne-Nouvelle, Universiteit Paris-Dauphine ·
Griekenland: Universiteit van Athene · 
Hongarije: Loránd Eötvös-universiteit · 
Ierland: Nationale Universiteit van Ierland, Dublin · 
Italië: Universiteit Sapienza Rome, Universiteit van Rome Tor Vergata, Roma Tre-universiteit · 
Kroatië: Universiteit van Zagreb · 
Letland: Universiteit van Letland · 
Litouwen: Universiteit van Vilnius · 
Nederland: Universiteit van Amsterdam · 
Noord-Macedonië: Universiteit van Skopje · 
Noorwegen: Universiteit van Oslo · 
Oostenrijk: Universiteit van Wenen · 
Polen: Universiteit van Warschau · 
Portugal: Universiteit van Lissabon · 
Roemenië: Universiteit van Boekarest · 
Rusland: Staatsuniversiteit van Moskou · 
Slowakije: Comenius Universiteit Bratislava · 
Slovenië: Universiteit van Ljubljana · 
Spanje: Autonome Universiteit van Madrid, Complutense-universiteit van Madrid · 
Tsjechië: Karelsuniversiteit Praag · 
Verenigd Koninkrijk: University College London · 
IJsland: Universiteit van IJsland · 
Zweden: Universiteit van Stockholm · 
Zwitserland: Universiteit van Lausanne